# Felix II. von Treviso
Felix II. (bl. 591) war der dritte als gesichert geltende Bischof von Treviso, einer Stadt im Nordosten Italiens, die zu dieser Zeit noch Tarvisium hieß und entweder noch immer zum Oströmischen Reich gehörte oder bereits zum Langobardenreich.

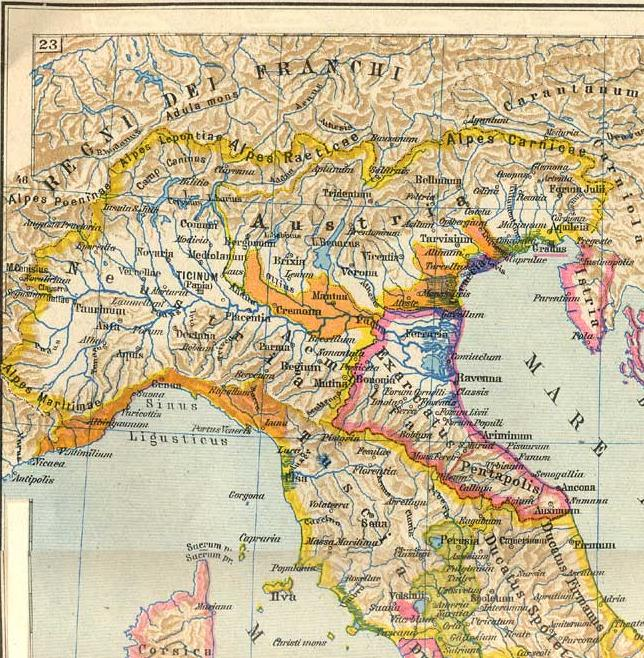
Langobardische und byzantinische Gebiete vor 603

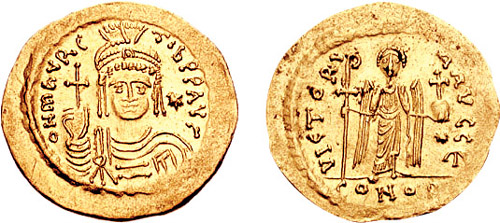
Goldsolidus Kaiser Maurikios’

Felix wird, im Gegensatz zu seinem gleichnamigen Vorgänger, nicht in der Historia Langobardorum aus dem späten 8. Jahrhundert erwähnt, die der Mönch Paulus Diaconus verfasste. Dieses Werk gilt als die wichtigste Quelle zum Italien des 6. bis 8. Jahrhunderts.
Felix, dessen Lebensdaten genauso wenig überliefert sind wie die seiner Vorgänger, war in jenen Jahren Bischof, als noch immer der Dreikapitelstreit die Kirche des Westens spaltete, insbesondere den Nordosten Italiens. In diesem Zusammenhang entstand ein gemeinsames Schreiben von Bischöfen an Kaiser Maurikios im Jahr 591, ein Brief, der allerdings nicht erhalten geblieben ist. Rusticus, Felix’ Vorgänger, war zu dieser Zeit bereits verstorben, Felix II. gerade zum Bischof erhoben worden. In der Antwort forderte Kaiser Maurikios Papst Gregor auf, nicht weiter gegen die Schismatiker im Nordosten Italiens vorzugehen.
Felix II. erklärt sich in dem Brief von 591 als dem Langobardenreich zugehörig. So wurde vermutet, dass Treviso möglicherweise erst 588 langobardisch wurde, vielleicht noch später, jedenfalls nicht unmittelbar nach dem Einzug der Langobarden in Italien unter Führung König Alboins im Nordosten Italiens, also 568/569, wie oft vermutet wurde. Allerdings kam es zu diesem Zeitpunkt zu einer Begegnung zwischen dem König und dem seinerzeitigen Bischof von Treviso, Felix I.
In der Zeit kurz vor der Einsetzung Felix’ II. in sein Amt wurde Treviso von Langobarden besetzt. Doch um 600 kam es zu einem Aufstand gegen König Agilulf im Trevisanischen unter der Führung eines Dux Ulfari. Diesen erwähnt auch Paulus Diaconus: „Rebellavit quoque dux Ulfari contra regem Agonem apud Tarvisium et obsessus captusque est ab eo“ (Historia Langobardorum, liber IV, 3). In einem Brief Papst Gregors wird noch 599 ein „Gulfari“ in seinem anti-schismatischen Kampf hervorgehoben – möglicherweise ist er identisch mit jenem „Ulfari“ bei Paulus. Damit würde Treviso erst um 602 an die Langobarden gefallen sein, und zwar als Hauptstadt der Provinz Secunda Venetia.
Nach der Besetzung und der sich später anschließenden Unterwerfung der inner-langobardischen Opposition in Treviso, die auch andernorts vonstattenging, und die Paulus Diaconus für Treviso in seiner Historia Langobardorum nur mit einem einzigen Satz bedenkt, tauchen Bischöfe von Treviso erst wieder in den letzten Jahrzehnten des Langobardenreichs (in den Quellen) auf. Wann Felix II. gestorben ist, ist ungewiss.
Dass Felix noch zur Zeit der Aufteilung der Gemeinden des Bistums Oderzo lebte, das die Langobarden 667 endgültig eroberten, und dass er noch immer Bischof von Treviso war, ist unwahrscheinlich. In einer Urkunde König Liutprands vom 6. Juni 743, die allerdings möglicherweise Interpolationen enthält, heißt es: „Sed, postquam ipsa civitas [gemeint ist Opitergium-Oderzo] a Langobardis comprehensa est, episcopus Foroiulianus, Tarvisianus et Pataviensis ipsam parochiam inter se diviserunt, et effecta est ipsa sedes Opitergina quasi vacua et sine omni patrimonio.“ Die genannten Bischöfe – ihre Namen werden nicht genannt – hatten demnach untereinander das Bistum Oderzo nach der Eroberung durch die Langobarden vollständig aufgeteilt.